# Milwaukee Panthers

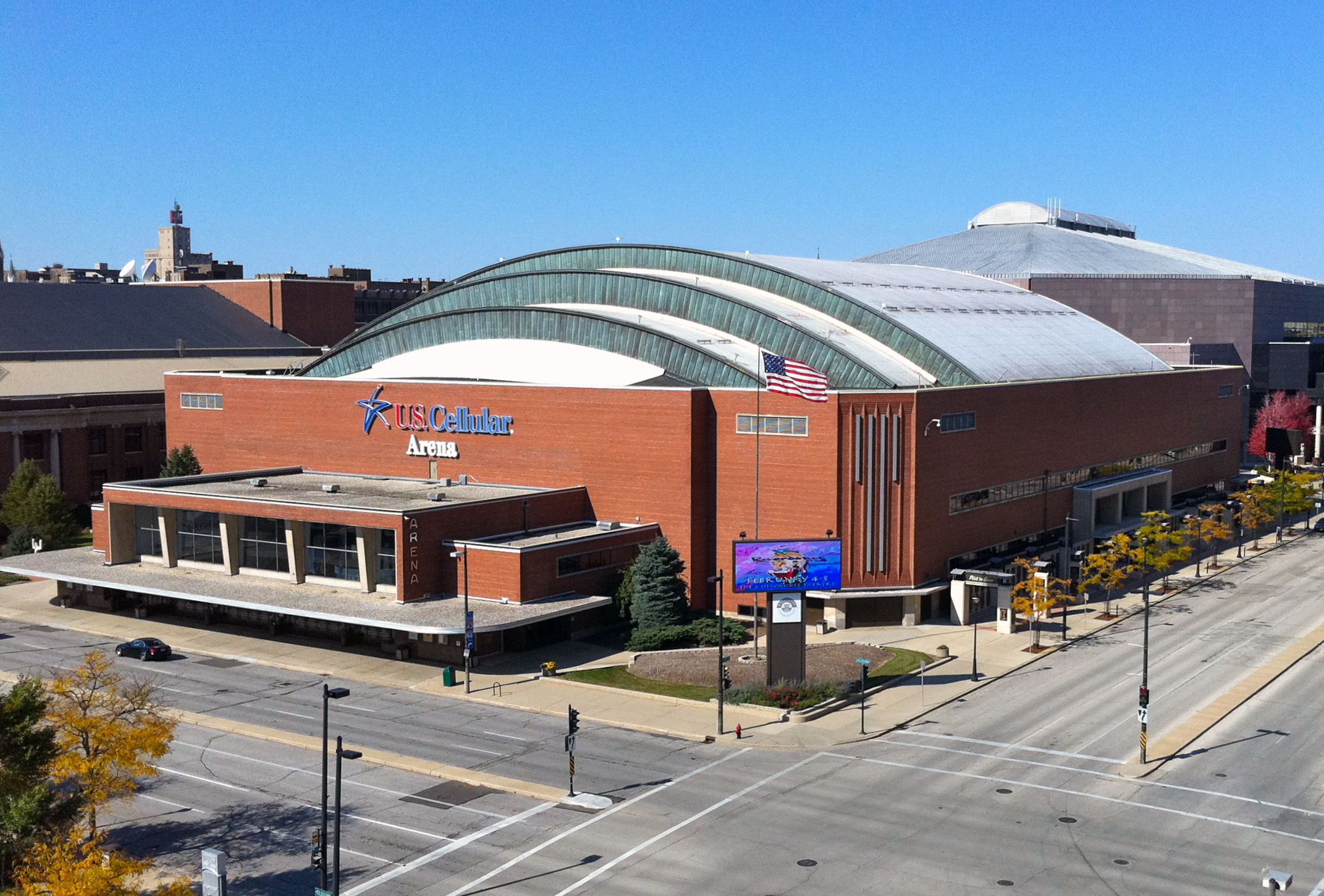
UW-Milwaukee Panther Arena.

Milwaukee Panthers (español: los Panteras de Milwaukee) es el nombre de los equipos deportivos de la Universidad de Wisconsin-Milwaukee, situada en Milwaukee, Wisconsin. Los equipos de los Panthers participan en las competiciones universitarias organizadas por la NCAA, y forman parte desde 1994 de la Horizon League.

## Apodo y mascota
Los equipos deportivos de la UWM se denominan los Panthers. La universidad ha tenido tres apodos desde su fundación: Green Gulls (1927-1956), Cardinals (1956–1964) y Panthers (1964–presente). La mascota es Pounce The Panther.

## Programa deportivo
Los Panthers compiten en 7 deportes masculinos y en 8 femeninos:
| - Masculino - Atletismo - Atletismo cubierta - Béisbol - Baloncesto - Cross - Fútbol - Natación | - Femenino - Atletismo - Atletismo cubierta - Baloncesto - Cross - Fútbol - Natación - Tenis - Voleibol |

## Instalaciones deportivas
- UW-Milwaukee Panther Arena es el pabellón donde disputan sus partidos el equipo de baloncesto masculino. Tiene una capacidad para 12.700 espectadores, y fue inaugurado en 1950. Ha sido la sede de equipos profesionales como los Milwaukee Hawks y los Milwaukee Bucks de la NBA entre otros.[3]
- Engelmann Stadium, es el estadio donde disputa sus encuentros los equipos de fútbol. Fue inaugurado en 1973 y renovado en 2010 y tiene una capacidad para 2.200 espectadores sentados.[4]